# Elżbieta Cieślar
Elżbieta Jadwiga Cieślar, z domu Dembińska (ur. 3 grudnia 1934 w Warszawie) – rzeźbiarka, performerka, projektantka form przemysłowych, scenograf TVP, autorka filmów i tekstów o sztuce, dyrektorka Galerii Repassage w Warszawie w latach 1973–1978.

## Życiorys
Urodziła się 3 grudnia 1934 roku jako córka Stefana Antoniego Dembińskiego i Katarzyny Kwileckiej. Studia rozpoczęła w Akademii Sztuk Pięknych w Krakowie, w latach 1956–1961 kontynuowała je na Wydziale Rzeźby Akademii Sztuk Pięknych w Warszawie, który ukończyła uzyskując dyplom z wyróżnieniem u prof. Jerzego Jarnuszkiewicza.
W latach 1961–1968 pracowała jako projektant przemysłowy. Jest jedną ze współzałożycielek powstałego w 1963 Stowarzyszenia Projektantów Form Przemysłowych. Jest między innymi współautorką z Andrzejem Wróblewski projektu polskiego skutera Osa (prototyp M-55).
W czerwcu 1972 wraz z Emilem Cieślarem wzięła udział w zorganizowanej przez Pawła Freislera w Galerii "0" dwudniowej akcji „Czyszczenie sztuki”. W ramach akcji zaprezentowali oni pracę „Kalejdoskop czyli popatrz przez rurę”. Jesienią w tej samej galerii wystawili pracę „Wykroje krawieckie” (1972).
W roku 1973 Elżbieta Cieślar objęła kierownictwo Galerii Repassage, którą współprowadziła z mężem, Emilem Cieślarem. Stworzyli w tym czasie m.in. „Słonia” (1973), serię „Labirynt” (1973–1974), „Camera obscura” (1974), „Zbiór butów używanych” (1975), „Karuzelę postaw” (1975–1976), dyptyk „Dobrze-Stańczyk” (1977).
Latem 1976, po wydarzeniach radomskich, została zwolniona z pracy w Teatrze w Płocku,  a także pozbawiona zamówień na scenografię dla telewizji oraz na projekty dla państwowego przemysłu. W 1978 na skutek zakazu pracy w państwowych instytucjach dla niej i jej męża, wyemigrowała wraz z rodziną do Francji. Jesienią 1980 roku wraz z  mężem i francuskimi przyjaciółmi założyli Paryski Komitet Solidarności z Solidarnością w którym działali do 1989 roku.
W 1988 roku wraz z Emilem Cieślarem stworzyli „Schody pamięci” – instalację wykonaną z zatopionych w plexiglasie przedmiotów, przekazanych przez osoby zaangażowane  w działalność podziemnej Solidarności jako ślady ich pamięci. 
Prócz działań artystycznych podejmowanych wspólnie z Emilem Cieślarem, Elżbieta Cieślar zwróciła swe zainteresowania w kierunku rzeźby w drewnie. W latach 1984–1986 stworzyła „Karuzelę sióstr” – zbiór siedmiu rzeźb – siedzisk. W 1988 zaprezentowała w Centrum Rzeźby w Orońsku  rzeźbę interaktywną  „Przebywać samemu z sobą”, będącą  początkiem całego cyklu performance’ów, instalacji i rzeźb, które realizowała po przeprowadzce do Vallorcine w roku 1994. W  tym samym roku wraz z  poznanymi sąsiadami i Emilem Cieślarem założyli w Vallorcine Stowarzyszenie Art et Montagne, w ramach którego uczyli rzeźbiarstwa oraz tworzyli swoje projekty artystyczne. W tym okresie Elżbieta Cieślar stworzyła m.in. prace: „Kamienna dróżka”, „Przejście pionowe", „A może stać się drzewem" (1995), „Leżąca", „Skóra" (1997), „Lea Grosz”, „Stojąca” (1998).
W latach 1993–1995 Elżbieta Cieślar zrealizowała, w ramach Centrum Sztuki Współczesnej Zamek Ujazdowski i stowarzyszenia „Ślad”, cykl 12 edukacyjnych filmów o współczesnych artystach z początku lat 90. (ich bohaterami byli m.in. Piotr Kurka, Stefan Gierowski, Jarosław Modzelewski, Krzysztof Bednarski, Jerzy Jarnuszkiewicz, Grzegorz Kowalski).
W 1999 roku Cieślarowie przeprowadzili się do Saint-Jeoire, gdzie w roku 2000 Elżbieta Cieślar stworzyła rzeźbę „Na czworakach", a w 2001  prace „Człowiek/zwierzę" oraz „Z lotu ptaka". W 2008 roku powstał cykl fotomontaży „Przechadzka z Hannah Arrendt”. W 2009 roku Cieślarowie przeprowadzili się do Die, w którym obecnie mieszkają i kontynuują działania w ramach stowarzyszenia Art et Montagne.  W latach 2010–2016  Elżbieta Cieślar realizowała ankietę artystyczną «Przestrzeń wolności i niewoli», przeprowadzaną wśród  mieszkańców Drôme, Paryżan, mieszkańców mazowieckich wiosek  w okolicach Radomia oraz działaczy Solidarności których poznała w czasie Stanu Wojennego w Warszawie. Wydrukowane na płótnie wypowiedzi ankietowanych na temat wolności opatrzone ich fotografiami były wystawiane w miejscowościach, w których przeprowadzona została ankieta. W latach 2016–2017 na podstawie powyższej ankiety Elżbieta Cieślar stworzyła grę towarzyską o tym samym tytule.

## Wybrane wystawy ihappeningi
- 1968 – pierwsza wystawa Cieślarów „Punkty” w Galerii Foksal w Warszawie
- 1972 –  udział Cieślarów w akcji – „Czyszenie sztuki” w Galerii "0" w Warszawie
- 1979 – happening Cieślarów „Le Cercueil de Malévitch” w ramach sprzeciwu wobec wystawy „Paris-Moscou” w Centre Pompidou[16]
- 1980 – happening Cieślarów „La paix Olympique” nawiązujący do Olimpiady w Moskwie oraz Radzieckiej interwencji w Afganistanie[16]
- 2001 – wystawa retrospektywna Elżbiety i Emila Cieślarów „Anarchia–Repassage” w Centrum Sztuki Współczesnej Zamek Ujazdowski[17]
- 2003 – wystawa „Wolność! Bez odpowiedzialności!? tak!? Nie!”, Warszawa Teatr Academia oraz Festival Est-Ouest, Die.
- 2010 –  „Przestrzeń wolności i niewoli” w ramach drugiego Biennale Ars Polonia
- 2016 – wystawa „Ja – Inny – Inni – To” w galerii Pola Magnetyczne w Warszawie